# I. e. 281
Évszázadok: i. e. 4. század – i. e. 3. század – i. e. 2. század
Évtizedek: i. e. 330-as évek – i. e. 320-as évek – i. e. 310-es évek – i. e. 300-as évek – i. e. 290-es évek – i. e. 280-as évek – i. e. 270-es évek – i. e. 260-as évek – i. e. 250-es évek – i. e. 240-es évek – i. e. 230-as évek
Évek: i. e. 286 – i. e. 285 – i. e. 284 – i. e. 283 –  i. e. 282 – i. e. 281 – i. e. 280 – i. e. 279 – i. e. 278 – i. e. 277 – i. e. 276

## Események

### Hellenisztikus birodalmak
- Szeleukosz Lüdiában, a kurupedioni csatában legyőzi Lüszimakhoszt, aki maga is elesik az ütközetben.
- Lüszimakhosz özvegye, Arszinoé az észak-görögországi Kasszandreiába menekül, ahol férjhez megy féltestvéréhez, Ptolemaiosz Keraunoszhoz, aki azonban rövidesen meggyilkoltatja két kisebbik fiát; a legidősebbnek sikerült megszöknie. Arszinoé az egyiptomi Alexandriába menekül.
- Szeleukosz átkel a Hellészpontoszon, hogy megszállja Trákiát és Makedóniát, de a Kherszonészosz-félszigeten a szövetségesének hitt Ptolemaiosz Keraunosz meggyilkolja. Halálával véget ér a diadokhoszok kora.
- Ptolemaiosz Keraunosz kikiáltja magát Trákia és Makedónia királyává. Szeleukosz birodalmát fia, Antiokhosz Szótér örökli, akit leköt egy - feltehetően egyiptomi felbujtásra kitört - szíriai lázadás.
- Lüszimakhosz és Szeleukosz halála után a pergamoni Philetairosz óvatosan elkezdi egy független állam és dinasztia megalapítását, bár hivatalosan elismeri a Szeleukida Birodalom uralmát.
- a pontoszi Mithridatész felveszi a királyi címet.
- Kineasz, Pürrhosz tanácsadója hiábavalóan próbálja őt lebeszélni az itáliai hadjáratról. Ősszel megérkeznek első csapatai (3000 fő) Tarentumba.

### Róma
- Lucius Aemilius Barbulát és Quintus Marcius Philippust választják consulnak. Philippus győzelmet arat az etruszkok felett, Barbula pedig szamnisz és tarentumi területre nyomul be.

## Halálozások
- Lüszimakhosz, Trákia és Makedónia királya
- I. Szeleukosz Nikatór, a szeleukida birodalom uralkodója

## Fordítás
- Ez a szócikk részben vagy egészben  a(z)   281 BC című angol Wikipédia-szócikk ezen változatának fordításán alapul.  Az eredeti cikk szerkesztőit annak laptörténete sorolja fel. Ez a jelzés csupán a megfogalmazás eredetét és a szerzői jogokat jelzi, nem szolgál a cikkben szereplő információk forrásmegjelöléseként.